# AMC國際電視網
AMC國際電視網（AMC Networks International）是一家跨國媒體企業，也是AMC電視網的子公司之一。該公司現在參與運營有68個電視頻道。該公司舊名Chellomedia，曾是自由全球的一部分。2013年，該公司被售給AMC電視網，並更名為AMC國際電視網。

## 外部連結
- 官方网站
- AMC Networks International UK （页面存档备份，存于）
- AMC Networks International Iberia （页面存档备份，存于）
- DMC （页面存档备份，存于）
- Atmedia （页面存档备份，存于）